# Lissothuria deichmannae
Lissothuria deichmannae is een zeekomkommer uit de familie Psolidae.
De wetenschappelijke naam van de soort werd in 1967 gepubliceerd door David Pawson.